# Лоуренс, Патрик, 5-й барон Тревесин
Патрик Джон Тристрам Лоуренс, 5-й барон Тревесин и 3-й барон Оакси (англ. Patrick John Tristram Lawrence, 5th Baron Trevethin and 3rd Baron Oaksey; родился 29 июня 1960 года) — британский адвокат, наследственный пэр и член Палаты лордов.

## Биография
Родился 29 июня 1960 года. Единственный сын Джона Джеффри Тристрама Лоуренса, 4-го барона Тревесина и 2-го барона Оакси (1929—2012), и Виктории Мэри Деннистоун, дочери майора Джона Деннистоуна. Он получил образование в оксфордском университете Крайст-Черч.
5 сентября 2012 года после смерти своего отца Патрик Лоуренс унаследовал титулы 5-го барона Тревесина и 3-го барона Оакси.
Он является адвокатом, практикующим в палатах 4 New Square, и был избран в Палату на дополнительных выборах наследственных пэров crossbench в октябре 2015 года, после выхода на пенсию Дэвида Монтгомери, 2-го виконта Монтгомери из Аламейна.
В 1987 году он женился на Люсинде Маркессини, старшей дочери греческого бизнесмена Деметри Маркессини (1934—2016) и Люсинды Хилари Робертс. У них есть сын и две дочери:
- Достопочтенная Калипсо Хелен Лоуренс (род. 1987)
- Достопочтенный Оливер Джон Тристрам Лоуренс (род. 17 мая 1990)
- Достопочтенная Клеопатра Роза Евгения Лоуренс (род. 1995)